# John Simpson (calciatore 1918)
John Simpson (Hedon, 27 ottobre 1918 – Market Weighton, 21 giugno 2000) è stato un calciatore inglese, di ruolo difensore.

## Caratteristiche tecniche
Era un terzino sinistro.

## Carriera

### Giocatore
Ad inizio carriera ha giocato a livello semiprofessionistico con il Bridlington Trinity; durante la seconda guerra mondiale ha giocato come giocatore ospite per vari club professionistici nei vari tornei sostitutivi dei tradizionali campionati, sospesi per via degli eventi bellici. Al termine del conflitto, alla ripresa dei campionati (nel 1946), si è accasato nella prima divisione inglese all'Huddersfield Town, con cui all'età di 28 anni ha quindi a tutti gli effetti iniziato a giocare da professionista: fa il suo esordio proprio alla prima giornata della First Division 1946-1947, che i Terriers perdono sul proprio campo con il punteggio di 3-1 per mano del Blackpool; nella parte iniziale della stagione gioca con buona frequenza (disputa infatti 5 delle prime 13 partite di campionato), ma la sua ultima presenza è appunto la tredicesima giornata, ovvero la sconfitta per 4-1 del 26 ottobre 1946.
A fine stagione viene ceduto allo York City, in terza divisione: la sua permanenza ai Minstermen si protrae per sei stagioni consecutive, tutte disputate in questa categoria, nella quale Simpson gioca 207 incontri (senza mai segnare). Va poi a chiudere la carriera ai semiprofessionisti del Grantham.
In carriera ha totalizzato complessivamente 212 presenze nei campionati della Football League.

### Allenatore
Negli anni sessanta è diventato collaboratore tecnico dell'Hull City, mantenendo questo ruolo per nove stagioni consecutive, divise tra terza e seconda divisione; successivamente è stato per una stagione vice allenatore dell'Hartlepool Utd in quarta divisione. Immediatamente dopo questo incarico, ha allenato per una stagione proprio i Monkey Hangers, sempre in quarta divisione.
Nel 1971 ha lasciato il club ed è diventato collaboratore tecnico del Cambridge Utd, dove è rimasto per sei stagioni, l'ultima delle quali conclusasi con la vittoria del campionato (e quindi con la promozione in terza divisione); dal 1977 al 1983 ha invece lavorato come fisioterapista per lo York City, sempre in quarta divisione.